# Idiops mafae
Espèce
Idiops mafae est une espèce d'araignées mygalomorphes de la famille des Idiopidae.

## Distribution
Cette espèce est endémique de Namibie.

## Description
La femelle  holotype mesure 20,5 mm.

## Étymologie
Son nom d'espèce lui a été donné en référence au lieu de sa découverte, Mafa.

## Publication originale
- Lawrence, 1927 : Contributions to a knowledge of the fauna of South-West Africa V. Arachnida. Annals of the South African Museum, vol. 25, no 1, p. 1-75 (texte intégral).